# Museo del Risorgimento di Solferino e San Martino
Il Museo del Risorgimento di Solferino e San Martino è uno spazio espositivo situato a Solferino, in provincia di Mantova, e dedicato al Risorgimento, con particolare attenzione ai reperti legati alla battaglia di Solferino e San Martino (24 giugno 1859), scontro armato della seconda guerra d'indipendenza avvenuto in più fasi e in località differenti. Il museo ha una sede distaccata nel vicino centro abitato di San Martino della Battaglia, frazione di Desenzano del Garda, in provincia di Brescia.

## Storia

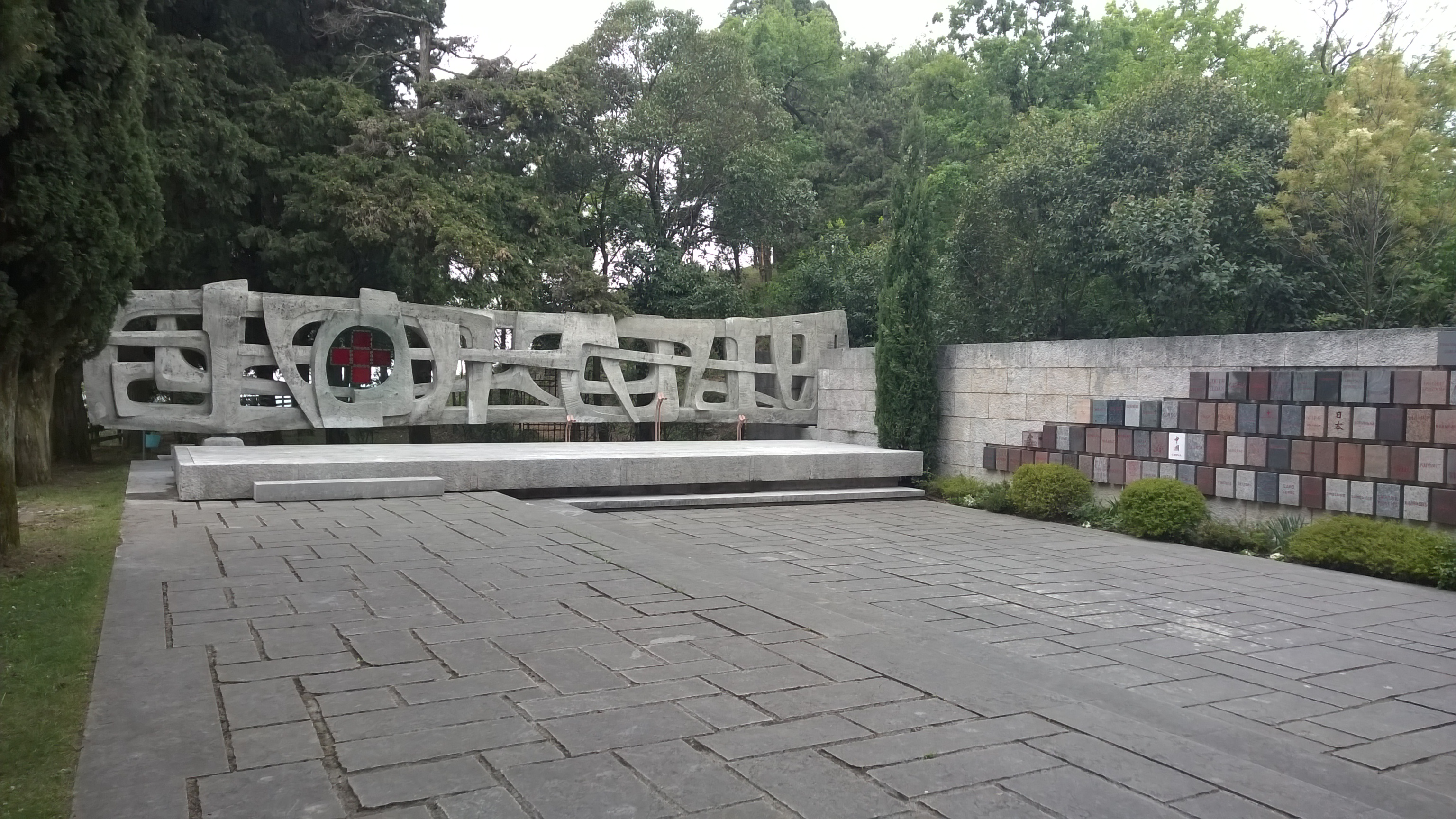
Il memoriale dedicato alla Croce Rossa, che si trova a Solferino

È stato fondato nel 1931 a Solferino dalla "Società di Solferino e San Martino", organizzazione nata nel 1870 con l'obiettivo di ricordare i caduti nella celebre battaglia. Le premesse alla costituzione del museo si ebbero nel 1870, con la realizzazione dell'ossario di Solferino.
In seguito, a Solferino, si aggiunsero altri edifici commemorativi: la Rocca di Solferino (conosciuta anche come "Spia d'Italia"), il museo vero e proprio e il memoriale della Croce Rossa. Fu infatti questa sanguinosa battaglia a dare l'idea a Henry Dunant di fondare la Croce Rossa Internazionale: i morti totali nello scontro armato citato assommarono a ben 11.000 soldati, a cui si aggiunsero 29.000 feriti. La Rocca è un'antica costruzione risalente al 1022 e divenuta museo nel 1870, mentre il memoriale della Croce Rossa è stato realizzato nel 1959 in occasione delle celebrazioni del centenario della battaglia.
La sede museale di San Martino della Battaglia è stata invece inaugurata nel 1939. Questo secondo polo espositivo è completato dalla torre monumentale di San Martino della Battaglia e dall'ossario di San Martino. La torre è stata costruita dal 1880 al 1893, quando fu inaugurata da re Umberto I e dalla regina Margherita, mentre la cappella ossario di San Martino è stata aperta al pubblico nel 1870.

## Le esposizioni

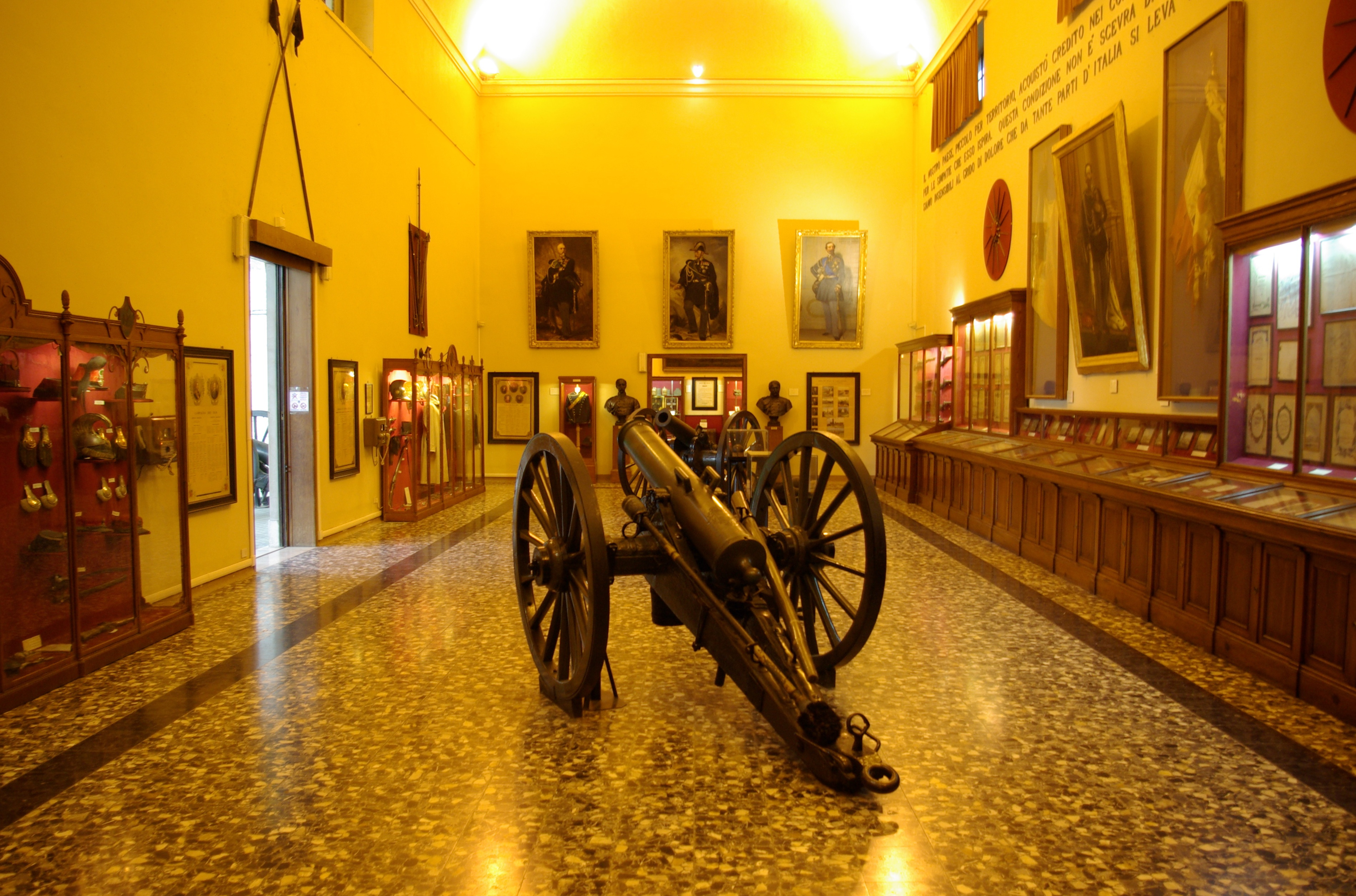
L'interno della sede museale di San Martino della Battaglia

### A Solferino
I reperti conservati nella sede museale di Solferino coprono cronologicamente l'intero Risorgimento e sono databili dal 1796, anno della prima discesa di Napoleone Bonaparte in Italia, al 1870, anno della presa di Roma. Il percorso espositivo è guidato da didascalie che spiegano gli eventi. Reperti della battaglia sono anche esposti nella Rocca di Solferino.
Le esposizioni comprendono documenti originali dell'epoca, stampe e disegni, una vasta raccolta iconografica, divise militari, armi, cannoni e altri tipi di cimeli. La collezione è poi completata dai reperti legati alla battaglia, con particolare attenzione ai cimeli che si riferiscono alla fase dello scontro armato combattuta a Solferino.

### A San Martino
Le esposizioni della sede museale di San Martino sono ascrivibili all'intero periodo risorgimentale, con particolare attenzione alla fase della battaglia combattuta nell'omonimo centro abitato. Il percorso espositivo, che si sviluppa in tre sale, è arricchito da didascalie che illustrano il contesto storico relativo ai reperti. Sono conservati cannoni originali risalenti alla battaglia, oltre che armi, divise militari, carte topografiche e oggetti di uso quotidiano.